# Joseph-Siméon Favre
Joseph-Siméon Favre (Aosta, 15 agosto 1859 – Séez, 13 luglio 1900) è stato un pittore ed etnomusicologo italiano.
Viene ricordato come il primo studioso della musica popolare valdostana per aver raccolto, alla fine del XIX secolo, quasi 200 canzoni popolari della Valle d'Aosta e delle Alpi francesi, parte delle quali sono pubblicate nel libro di Julien Tiersot, Chansons populaires recueillies dans les Alpes françaises, Savoie et Dauphiné.

## Biografia
Joseph-Siméon Favre nasce ad Aosta il 15 agosto 1859.
Compie i primi studi nel Seminario maggiore della sua città, quindi si trasferisce a Versailles, nei pressi di Parigi, dove completa la sua formazione alla scuola di pittura. In quegli anni iniziano nella capitali europee i primi studi sul folklore: Favre si avvicina con entusiasmo alla nuova disciplina. Lasciando Versailles con l'intento di tornare in Valle d'Aosta si ferma a Séez, frazione di Bourg-Saint-Maurice, in Savoia, e vi si stabilisce. Il 7 agosto 1888 sposa Victorine-Faustine Mayeur, un'orfana ventunenne di umili origini.
A Séez si guadagna da vivere facendo il pittore ma dedica il resto del tempo agli studi etnografici e sul folklore. È proprio nel suo soggiorno in Savoia che Favre conosce Julien Tiersot, incaricato dal ministero della pubblica istruzione francese di raccogliere le canzoni popolari delle Alpi francesi.
A proposito di questo incontro Tiersot annota:
(Julien Tiersot, Rapport à monsieur le Ministre de l'istruction publique)
Favre mantiene comunque un legame forte con la sua terra natale: dal 1889 al 1891 collabora con il giornale Le Valdôtain, scrivendo articoli sull'etnografia ed il folklore, e dal 1894 al 1900 pubblica su Le Mont Blanc una raccolta di canzoni popolari valdostane e vari articoli sul folklore, l'arte e la storia della Valle d'Aosta.
Nel 1903, i 125 testi e le 119 melodie della "collezione Favre" vengono pubblicate nel libro di Julien Tiersot, Chansons populaires recueillies dans les Alpes françaises, Savoie et Dauphiné.

Nonostante i riconoscimenti, Favre muore suicida a Séez il 13 luglio 1900. Il motivo scatenante questo gesto fu l'avallo di una cambiale non onorata dal debitore, un droghiere che dopo essersi fermato a Séez per due anni fuggì senza pagare i debiti. Quando l'ufficiale giudiziario si presentò a Favre, questi, preso dalla disperazione, scrisse alcuni biglietti d'addio e si gettò nell'Isère. Alcuni passanti trovarono sul Ponte delle Capre il suo cappello, la sua giacca e un biglietto così concepito: 
Nel 1913, l'Académie de la Val d'Isère pubblica postuma sul suo bollettino la ricerca di Joseph-Siméon Favre e Joseph-Marie Révital Le Grand et le Petit-Saint-Bernard: l'histoire et la légende, sul Grande e sul Piccolo San Bernardo.

## Le canzoni
Tra le canzoni raccolte da Favre figurano: Berger mon doux berger, La belle ressuscitée, La bergère abandonnée, L'anneau tombé dans l'eau, La Pernette, Le berger abandonné, Les trois bons drôles, Petit Papillon Volage, Pierre et Florence.